# Xylophrurus dentatus
Xylophrurus dentatus là một loài tò vò trong họ Ichneumonidae.